# Niżniaja Maza (obwód uljanowski)
Niżniaja Maza (ros. Нижняя Маза) – wieś (sieło) w Rosji, w obwodzie uljanowskim, w rejonie radiszczewskim. W 2021 liczyła 265 mieszkańców.